# Judgment Day: In Your House
Judgment Day: In Your House — двадцать пятое шоу In Your House и первое шоу Judgment Day, PPV-шоу производства World Wrestling Federation (WWF, ныне WWE). Шоу проходило 18 октября 1998 года в «Роузмонт Хорайзон» в Розмонте, Иллинойс, США. На шоу состоялось девять матчей.

## Результаты
| Номер                            | Матч | Тип матча | Время |
| -------------------------------- | --- | --- | ----- |
| Пре-шоу                          | Стив Блэкман победил Брэдшоу                                                                                             | Одиночный матч | 02:58 |
| Пре-шоу                          | «Странности» (Гигант Сильва, Куррган и Голга) победили «Лос Борикос» (Хосе Эстраду, Мигеля Переса-мл. и Жесуса Кастильо) | Командный матч | 02:31 |
| Пре-шоу                          | Крёстный отец победил Фарука                                                                                             | Одиночный матч | 01:54 |
| Пре-шоу                          | Скорпио победил Джеффа Джарретта                                                                                         | Одиночный матч | 03:41 |
| 1                                | Эл Сноу победил Марка Меро (с Жаклин)                                                                                    | Одиночный матч | 07:12 |
| 2                                | L.O.D 2000 (Ястреб, Зверь и Дроз) победили «Учеников Апокалипсиса» (8-й шар, Череп и Пола Эллринг)                       | Командный матч три на три | 05:04 |
| 3                                | Кристиан (с Гангрелом) победил Таку Мичиноку (c) (с Ямагучи-Сан)                                                         | Одиночный матч за титул чемпиона WWF в полутяжёлом весе                                                                            | 08:34 |
| 4                                | Голдаст победил Вэла Вениса (с Терри Раннелс)                                                                            | Одиночный матч | 12:05 |
| 5                                | Икс Пак (с Чайной) победил Ди’Ло Брауна (c)                                                                              | Одиночный матч за титул чемпиона Европы WWF                                                                                        | 13:50 |
| 6                                | Мош и Трэшер победили Дорожнёго пса и Билли Ганна по дисквалификации                                                     | Командный матч за титулы командных чемпионов WWF                                                                                   | 14:00 |
| 7                                | Кен Шемрок (с) победил Мэнкайнда                                                                                         | Одиночный матч за титул интерконтинентального чемпиона WWF                                                                         | 14:35 |
| 8                                | Марк Генри победил Скалу                                                                                                 | Одиночный матч | 05:06 |
| 9                                | Кейн против Гробовщика, закончился двойной дисквалификацией                                                              | Одиночный матч за титул чемпиона WWF со специальным рефери — Стивом Остином. Если бы не было нового чемпиона, Остин был бы уволен. | 17:35 |
| (c) — чемпион на момент поединка | | |       |